# Friedrich Rudolf Simon
Friedrich Rudolf Simon (Bern, 2 februari 1828 - Hyères (Tweede Franse Keizerrijk), 16 januari 1862) was een Zwitsers kunstschilder uit de 19e eeuw.

## Biografie
Friedrich Rudolf Simon werd in 1828 in Bern geboren als zoon van een notaris. In 1845 ging hij les volgen aan de kunstacademie van München. Daarna verbleef hij van 1849 tot 1851 in Genève, waar hij verbleef in de entourage van de Zwitserse kunstschilder Barthélemy Menn. Vervolgens verbleef hij in Parijs bij de in Frankrijk verblijvende Zwitserse kunstschilder Charles Gleyre. In 1852 vond er in Genève voor het eerst een tentoonstelling plaats van de werken van Simon. Bij deze gelegenheid won hij een medaille van het kanton Genève, dat ook een van zijn kunstwerken aankocht.
Om gezondheidsredenen bracht Simon zijn zomers door in Zwitserland en zijn winters in Hyères, aan de Côte d'Azur in het Tweede Franse Keizerrijk. In de winter van 1861-1862 zou hij daar overlijden op 33-jarige leeftijd.
- Gemeinsame Normdatei: 1019611537
- Historisch woordenboek van Zwitserland: 022645
- RKD-Nederlands Instituut voor Kunstgeschiedenis: 72663
- SIKART: 4022951
- Union List of Artist Names: 500023407
- Virtual International Authority File: 305409232
- WorldCat: E39PBJt8fgygpQcw88YMK8C4v3